# Откович Наталія Василівна
Наталія Василівна Откович (нар. 15 квітня 1979, м. Львів) — український художник, графік, педагог. Член Національної спілки художників України (2013). Дочка Василя Отковича.

## Життєпис
Наталія Откович народилася 15 квітня 1979 року у Львові.
2004 року закінчила Львівську академію мистецтв, де її педагогами з фаху були Богдан Сорока, Любов Лебідь-Коровай, Богдан Пікулицький, Василь Косів, Михайло Царик). Того ж року почала викладати у Львівському коледжі декоративного і ужиткового мистецтва імені Івана Труша.

## Творчість
Творить у галузях малярства, графіки та витинанки. Співавтор культурно-мистецьких проєктів, серед яких «Революція гідності — ціна свободи», що був реалізований 2016 року у Львові.
З 1998 року є учасником всеукраїнських та міжнародних виставок, а також мистецьких проєктів «Роди України. Отковичі» (2017, Київ; 2018, Львів), «Отковичі. Колесо часу» (2019, Львів), 5-го Всеукраїнського трієнале «Український фолькмодерн 2021» (Чернівці). У 2009, 2019, 2021 роках у Львові відбулися персональні виставки.
Серед основних робіт:
- «Вільна», «Місячне сяйво», «Коляда» (усі — 2010), «Великдень» (2011), «Квіти моря», «Загадка», «Кримський берег» (усі — 2012), «Там, де тато» (2017), «Грім в степу» (2019), «Затемнення», «Кольорові» (обидва — 2020), «Оберіг» (2021);
- серія «Післягір'я» (2021);
- тематичний цикл «Птахорибізм».